# Vụ Quang
Vụ Quang là một xã thuộc huyện Đoan Hùng, tỉnh Phú Thọ, Việt Nam.
Xã Vụ Quang có diện tích 11,84 km², dân số năm 1999 là 3871 người, mật độ dân số đạt 327 người/km².